# Andreas Erm
Andreas Erm (* 12. März 1976 in Ost-Berlin) ist ein ehemaliger deutscher Geher.
Der Junioreneuropameister von 1995 im 10-km-Gehen startete bei den Olympischen Spielen 1996 in Atlanta, wo er im 20-km-Gehen auf den 24. Platz kam. Bei den Europameisterschaften 1998 in Budapest wurde er über dieselbe Distanz Vierter.
Bei den Olympischen Spielen 2000 in Sydney belegte er den fünften Platz. Bei den Olympischen Spielen in Athen wurde er in aussichtsreicher fünfter Position wegen unsauberen Gehens disqualifiziert. Auch bei den Weltmeisterschaften 1999 in Sevilla und bei den Weltmeisterschaften 2001 in Edmonton schied er vorzeitig aus, bevor er bei den Weltmeisterschaften 2003 in Paris/Saint-Denis mit der Bronzemedaille und deutschem Rekord seinen größten Erfolg errang.
Seit seiner letzten Olympiateilnahme litt er an lange nicht richtig diagnostizierten Muskel- und Hüftverletzungen. Am 10. Juni 2008 gab er daher seinen endgültigen Abschied vom Leistungssport bekannt.
Andreas Erm ist 1,84 m groß und hatte ein Wettkampfgewicht von 70 kg. Er begann bei der BSG Fortuna Biesdorf seine sportliche Laufbahn und trainierte bis 2002 bei seinem Vater Siegfried Erm in verschiedenen Berliner Vereinen (Berliner TSC, VfL Fortuna Marzahn, SC Berlin, LAC Halensee Berlin) und beim TV Friesen Naumburg. Anfang 2003 wechselte er zum SC Potsdam, wo er von Ronald Weigel trainiert wurde. 1995–1997 wurde er Deutscher Juniorenmeister, 1998–2002 Deutscher Meister im 20-km-Gehen, 2002 Deutscher Meister im 50-km-Gehen und 1998–2001 Deutscher Hallenmeister 1998–2001 im 5000-Meter-Gehen.
Er hat mit seiner Frau Claudine, einer ehemaligen Dreispringerin, eine Tochter (* 2006) und lebt in Berlin.

## Persönliche Bestleistungen
- 3000-m-Gehen (Halle): 10:31,42 min, 4. Februar 2001, Halle (Saale) (Weltrekord)
- 5000-m-Gehen (Halle): 18:22,25 min, 25. Februar 2001, Dortmund (deutscher Rekord)
- 10.000-m-Gehen: 38:51,51 min, 10. Juli 2004, Braunschweig
- 20-km-Gehen: 1:18:42 h, 17. Juni 2000, Eisenhüttenstadt (deutscher Rekord)
- 50 km Gehen: 3:37:46 h, 27. August 2003, Paris (deutscher Rekord)

## Leistungsentwicklung
| Jahr | 20-km-Gehen (in h) | 50-km-Gehen (in h) |
| ---- | ------------------ | ------------------ |
| 1994 | 1:26:41            | –                  |
| 1995 | 1:23:20            | –                  |
| 1996 | 1:22:16            | –                  |
| 1997 | 1:21:05            | –                  |
| 1998 | 1:20:47            | –                  |
| 1999 | 1:19:24            | –                  |
| 2000 | 1:18:42            | –                  |
| 2001 | 1:19:32            | –                  |
| 2002 | 1:22:04            | 3:45:28            |
| 2003 | –                  | 3:37:46            |
| 2004 | 1:20:13            | –                  |
| 2005 | 1:29:47            | –                  |

## Ehrungen
- 2003: Sportler des Jahres von Brandenburg[1]